# Lake Buloke
Lake Buloke är en sjö i Australien. Den ligger i delstaten Victoria, omkring 250 kilometer nordväst om delstatshuvudstaden Melbourne. Lake Buloke ligger 104 meter över havet.
Trakten runt Lake Buloke består till största delen av jordbruksmark. Trakten runt Lake Buloke är nära nog obefolkad, med mindre än två invånare per kvadratkilometer. Genomsnittlig årsnederbörd är 403 millimeter. Den regnigaste månaden är juli, med i genomsnitt 55 mm nederbörd, och den torraste är januari, med 10 mm nederbörd.